# Léon Chené
Léon Chené (* 17. Juni 1905 in Notre-Dame-du-Cruet; † 16. Dezember 1992 in Villeurbanne) war ein französischer Radrennfahrer.

## Sportliche Laufbahn
Chené war im Straßenradsport aktiv. Von 1928 bis 1931 war er Unabhängiger und Berufsfahrer. Er gewann 1927 die erste Austragung der Tour de Haute-Savoie und den Circuit du Mont-Blanc. 1928 wurde er beim Sieg von Georges Antenen Dritter des Rennens. Marseilles–Lyon gewann er 1929.
Die Tour de France 1929 beendete er auf dem 22. Rang.